# Quận của tỉnh Yonne
3 quận của tỉnh Yonne gồm:
1. Quận Auxerre, (tỉnh lỵ của tỉnh Yonne: Auxerre) với 22 tổng và 196 xã. Dân số của quận này là 176.050 người năm 1990, 178.743 người năm 1999, tăng trưởng dân số là 1.53%.
2. Quận Avallon, (quận lỵ: Avallon) với 10 tổng và 149 xã. Dân số của quận này là 49.885 người năm 1990, và 50.618 người năm 1999, tăng trưởng dân số là 1.47%.
3. Quận Sens, (quận lỵ: Sens) với 10 tổng và 108 xã. Dân số của quận này là 97.161 người năm 1990, và 103.860 người năm 1999, tăng trưởng dân số là 6.89%.